# Hoya iyi
Hoya iyi är en oleanderväxtart som beskrevs av H. Lév.. Hoya iyi ingår i släktet Hoya och familjen oleanderväxter. Inga underarter finns listade i Catalogue of Life.